# Cinquième Monarchie

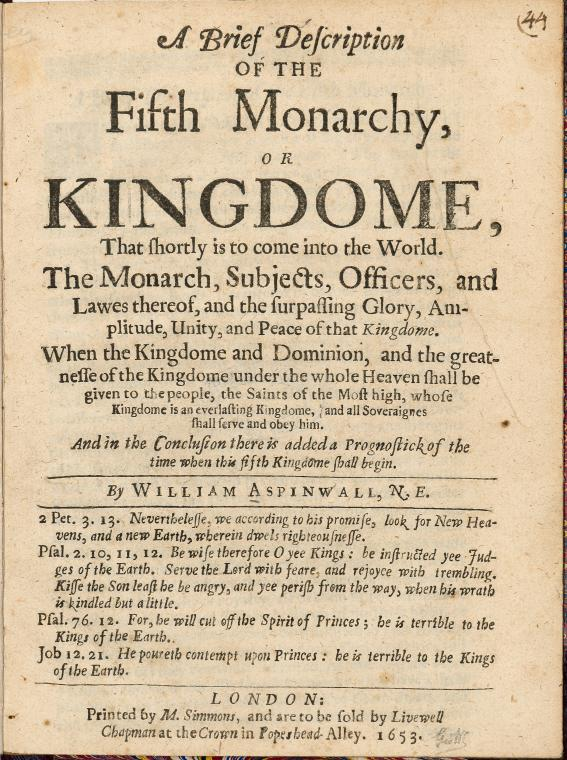
Première page d'un ouvrage consacré à la doctrine des Cinquièmes Monarchistes, nommé Brief description of the Fifth Monarchy or Kingdome, écrit par William Aspinwall et publié en 1653.

Les hommes de la Cinquième Monarchie, ou Cinquièmes Monarchistes (Fifth Monarchy Men ou Fifth Monarchists en anglais) sont une faction idéologique de la Première Révolution anglaise, active de 1649 à 1661. Ils tiennent leur nom de leur croyance en la fondation prochaine d'un royaume planétaire par Jésus retournant sur terre. Ils estimaient que cette disparition définitive du pouvoir terrestre des êtres humains interviendrait en 1666, dont la combinaison numérique leur rappelait des passages de l'Apocalypse, dans la Bible.
Les hommes de la Cinquième Monarchie adhéraient à une vaste théorie géopolitique, selon laquelle quatre autres hommes avaient déjà réuni le monde entier sous leur commandement, conformément aux prophéties du Livre de Daniel (2:44). Le texte en question relate un rêve prophétique du roi Nabuchodonosor II, et dans lequel les empires précédents sont identifiés comme étant ceux des Assyriens, des Perses, des Grecs et des Romains. Les Cinquième Monarchistes en déduisaient que le dernier empire serait établi par Jésus lui-même, revenant du ciel en tant que Roi des rois et Seigneur des seigneurs, et régnant avec ses saints pour un millier d'années.
Les Cinquième Monarchistes se considéraient eux-mêmes comme ces saints qui allaient devoir assister Jésus. Parmi eux, on compte Thomas Harrison, Christopher Feake, Vavasor Powell, John Carew et John Rogers.
Prêchant le renversement violent du gouvernement pour instaurer le « règne de Jésus-Christ », le mouvement sous la direction de Thomas Venner complota  vainement par deux fois contre le pouvoir en place : le premier complot se fit en 1657, et le second en 1661 sous la Restauration. La Cinquième Monarchie disparut après l'échec de 1661.